# 生物淤积
当人造的物体被浸没在海水中时，包括微生物、藻类、动植物在内的各种生物会在它的表面上生长，累积，并逐渐覆盖这个表面。这一过程被称为生物附着（英語：Biofouling）。生物附着大致可分为“微生物附着”（英語：Microfouling）和“宏观生物附着”（英語：Macrofouling）两类。在生物附着的过程中，两类附着过程依次出现。生物附着的速率和附着生物的种类受到物体表面结构和周围环境的共同影响。无论是在过去还是现在，海洋生物在海洋作业平台，船只，港口建筑物表面和内部的附着都带来了很大的危害。为此，人们采取了一系列的措施阻止生物附着的进行。